# فورار (أولاد ساعد)
فورار هو دُوَّار يقع بجماعة اتوابت، إقليم آسفي، جهة مراكش آسفي في المملكة المغربية. ينتمي الدوّار لمشيخة أولاد ساعد التي تضم 10 دواوير. يقدر عدد سكانه بـ 505 نسمة حسب الإحصاء الرسمي للسكان والسكنى لسنة 2004.

## روابط خارجية
- البوابة الوطنية للجماعات الترابية نسخة محفوظة 12 مارس 2018 على موقع واي باك مشين.
- المندوبية السامية للتخطيط